# Liste der Kulturdenkmale in Seehausen (Leipzig)
Die Liste der Kulturdenkmale in Seehausen (Leipzig) enthält die Kulturdenkmale des Leipziger Stadtteils Seehausen, die in der Denkmalliste vom Landesamt für Denkmalpflege Sachsen mit Stand vom 2017 erfasst wurden.

## Legende
- Bild: Bild des Kulturdenkmals, ggf. zusätzlich mit einem Link zu weiteren Fotos des Kulturdenkmals im Medienarchiv Wikimedia Commons. Wenn man auf das Kamerasymbol klickt, können Fotos zu Kulturdenkmalen aus dieser Liste hochgeladen werden:
- Bezeichnung: Denkmalgeschützte Objekte und ggf. Bauwerksname des Kulturdenkmals
- Lage: Straßenname und Hausnummer oder Flurstücknummer des Kulturdenkmals. Die Grundsortierung der Liste erfolgt nach dieser Adresse. Der Link (Karte) führt zu verschiedenen Kartendiensten mit der Position des Kulturdenkmals. Fehlt dieser Link, wurden die Koordinaten noch nicht eingetragen. Sind diese bekannt, können sie über ein Tool mit einer Kartenansicht einfach nachgetragen werden. In dieser Kartenansicht sind Kulturdenkmale ohne Koordinaten mit einem roten bzw. orangen Marker dargestellt und können durch Verschieben auf die richtige Position in der Karte mit Koordinaten versehen werden. Kulturdenkmale ohne Bild sind an einem blauen bzw. roten Marker erkennbar.
- Datierung: Baubeginn, Fertigstellung, Datum der Erstnennung oder grobe zeitliche Einordnung entsprechend des Eintrags in der sächsischen Denkmaldatenbank
- Beschreibung: Kurzcharakteristik des Kulturdenkmals entsprechend des Eintrags in der sächsischen Denkmaldatenbank, ggf. ergänzt durch die dort nur selten veröffentlichten Erfassungstexte oder zusätzliche Informationen
- ID: Vom Landesamt für Denkmalpflege Sachsen vergebene, das Kulturdenkmal eindeutig identifizierende Objekt-Nummer. Der Link führt zum PDF-Denkmaldokument des Landesamtes für Denkmalpflege Sachsen. Bei ehemaligen Kulturdenkmalen können die Objektnummern unbekannt sein und deshalb fehlen bzw. die Links von aus der Datenbank entfernten Objektnummern ins Leere führen. Ein ggf. vorhandenes Icon  führt zu den Angaben des Kulturdenkmals bei Wikidata.

## Liste der Kulturdenkmale in Seehausen
| Bild                                    | Bezeichnung | Lage                              | Datierung | Beschreibung | ID       |
| --------------------------------------- | --- | --------------------------------- | --- | --- | -------- |
|                                         | Grenzsteine der sächsisch-preußischen Grenze | (Karte)                           | | | 09256000 |
| Direkt Bild zu diesem Denkmal hochladen | Gasthof (mit Saalanbau) und Hofpflasterung sowie Einfriedung                                                                                              | Am Anger 42 (Karte)               | um 1900 (Gasthof)                                                                                            | alte Ortslage Hohenheida, zeittypischer Putzbau mit Fachwerkgiebel, baugeschichtlich und ortsgeschichtlich von Bedeutung | 09256014 |
|                                         | Kriegerdenkmal für die Gefallenen des 1. Weltkriegs, mit umlaufender Baumreihe                                                                            | Am Anger 45 (gegenüber) (Karte)   | 1922 (Gefallenendenkmal), 1922 (Gefallenendenkmal)                                                           | alte Ortslage Hohenheida, ortsgeschichtlich von Bedeutung | 09256023 |
| Direkt Bild zu diesem Denkmal hochladen | Wohnhaus, zwei aneinandergebaute Seitengebäude und Scheune sowie Hofpflasterung und Vorgarten eines Bauernhofes                                           | Am Anger 46 (Karte)               | im Kern Mitte 17. Jh., lt. Auskunft (Bauernhaus), um 1830 (Bauernhaus), 1894 (Scheune)                       | alte Ortslage Hohenheida, Wohnhaus vermutlich Lehmbau, Wirtschaftsbauten mit Klinkerfassade, baugeschichtlich von Bedeutung | 09256030 |
| Direkt Bild zu diesem Denkmal hochladen | Wohnhaus, Auszugshaus, Scheune und zwei Seitengebäude sowie Toreinfahrt, Vorgarten und Hofpflasterung eines Bauernhofes                                   | Am Anger 49 (Karte)               | 18. Jh. (Bauernhaus), 19. Jh. (Scheune)                                                                      | alte Ortslage Hohenheida, komplett erhaltene Hofanlage, regionaltypische Putzbauten, baugeschichtlich von Bedeutung | 09256032 |
|                                         | Pfarrhaus, Seitengebäude, daran angebautes Waschhaus und Einfriedung sowie Hofpflasterung eines Pfarrhofes                                                | Am Anger 50 (Karte)               | 17. Jh. (Pfarrhaus)                                                                                          | alte Ortslage Hohenheida, stattlicher Putzbau mit Krüppelwalmdach, baugeschichtlich und ortsgeschichtlich von Bedeutung | 09256033 |
| Direkt Bild zu diesem Denkmal hochladen | Zwei Seitengebäude eines Bauernhofes | Am Anger 51 (Karte)               | um 1870 (Seitengebäude)                                                                                      | alte Ortslage Hohenheida, ortstypische Putzbauten, baugeschichtlich von Bedeutung | 09256066 |
| Direkt Bild zu diesem Denkmal hochladen | Wohnhaus, Auszugshaus, zwei Seitengebäude, Toranlage, Vorgarten und Hofpflasterung eines Bauernhofes                                                      | Am Anger 53 (Karte)               | um 1905 (Bauernhaus), um 1880 (Auszugshaus)                                                                  | alte Ortslage Hohenheida, villenartiges Bauernhaus von malerischer Gesamterscheinung und bemerkenswerter architektonischer Qualität, Seitengebäude mit Klinkerfassade, baugeschichtlich von Bedeutung | 09256036 |
| Direkt Bild zu diesem Denkmal hochladen | Auszugshaus, daran angebautes Seitengebäude, Hofpflaster und Toreinfahrt sowie Einfriedungsmauer und Vorgarten eines Bauernhofes                          | Am Anger 54 (Karte)               | um 1870/1875 (Auszugshaus)                                                                                   | alte Ortslage Hohenheida, Auszugshaus mit Putzfassade, Seitengebäude Klinkerfassade, Einfriedung als Lehmmauer, baugeschichtlich von Bedeutung | 09256038 |
| Direkt Bild zu diesem Denkmal hochladen | Wohnhaus, Toranlage und Vorgarten eines Dreiseithofes | Am Anger 55 (Karte)               | 2. Hälfte 18. Jh. (Bauernhaus)                                                                               | alte Ortslage Hohenheida, verputzter zweigeschossiger Lehmbau, Bestandteil der historischen Ortskernbebauung, bauhistorisch und ortsentwicklungsgeschichtlich von Bedeutung | 09256039 |
| Direkt Bild zu diesem Denkmal hochladen | Wohnhaus, zwei Seitengebäude und Scheune sowie Einfriedungsmauer und Hofpflaster eines Vierseithofes                                                      | Am Anger 57 (Karte)               | 2. Hälfte 18. Jh. (Bauernhaus), 2. Hälfte 19. Jh. (Seitengebäude)                                            | alte Ortslage Hohenheida, Wohnhaus zweigeschossiger Lehmbau, Scheune mit Klinkerfassade, Einfriedung als Lehmmauer, baugeschichtlich von Bedeutung | 09256040 |
| Direkt Bild zu diesem Denkmal hochladen | Seitengebäude eines Bauernhofes | Am Anger 58 (Karte)               | um 1880 (Seitengebäude)                                                                                      | alte Ortslage Hohenheida, ortstypische Putzfassade, baugeschichtlich von Bedeutung | 09256062 |
| Direkt Bild zu diesem Denkmal hochladen | Spritzenhaus | Am Anger 58 (gegenüber) (Karte)   | um 1850 (Feuerwache)                                                                                         | | 09256075 |
|                                         | Wohnhaus (ehemaliges Gemeindeamt) und daran angebautes Nebengebäude                                                                                       | Am Anger 65 (Karte)               | um 1800 (Wohnhaus)                                                                                           | alte Ortslage Hohenheida, eingeschossiger Lehmbau, ortsgeschichtlich von Bedeutung | 09256027 |
|                                         | Schule und Nebengebäude | Am Anger 66 (Karte)               | bezeichnet 1876 (Schule)                                                                                     | alte Ortslage Hohenheida, Putzfassade, als ehemalige Kirchschule von ortshistorischem und sozialgeschichtlichem Wert | 09256034 |
| Weitere Bilder                          | Kirche (mit Ausstattung) und Kirchhof mit Einfriedungsmauer und Grabmalen                                                                                 | Am Anger 67 (Karte)               | 1715–1716 (Kirche)                                                                                           | alte Ortslage Hohenheida, barocke Saalkirche mit polygonalem Chorschluss und Westturm, im Kern mittelalterlich, baugeschichtlich und ortsgeschichtlich von Bedeutung | 09256028 |
| Direkt Bild zu diesem Denkmal hochladen | Einfriedungsmauer und vorgelagerter Graben | Am Ring                           | | | 09256011 |
| Weitere Bilder                          | Denkmalschutzgebiet Rundling Gottscheina (Vorschlag) | Am Ring (Karte)                   | um 1300 und später (Denkmalschutzgebiet)                                                                     | Denkmalschutzgebiet Rundling Gottscheina | 09306220 |
| Weitere Bilder                          | Wohnhaus, zwei aneinander gebaute Seitengebäude, Scheune, Toreinfahrt (mit Pforte) und Einfriedung mit Vorgarten eines Bauernhofes                        | Am Ring 1 (Karte)                 | 1. Hälfte 19. Jh. (Bauernhaus), um 1880 (Seitengebäude)                                                      | alte Ortslage Gottscheina, Lehmbauten, ein Seitengebäude mit Klinkerfassade, baugeschichtlich von Bedeutung | 09255995 |
|                                         | Wohnhaus, daran angebautes Seitengebäude, weiteres Seitengebäude eines Dreiseithofes                                                                      | Am Ring 2 (Karte)                 | 19. Jh. (Bauernhaus)                                                                                         | alte Ortslage Gottscheina, Wohnhaus vermutlich Lehmbau, Seitengebäude mit Klinkerfassade, ehemalige Lehmscheune ist abgebrochen, baugeschichtlich von Bedeutung | 09256006 |
| Weitere Bilder                          | Wohnhaus, drei Seitengebäude, Scheune, Toreinfahrt (mit Pforte) und Einfriedung mit Vorgarten eines Vierseithofes                                         | Am Ring 3 (Karte)                 | um 1880 (Bauernhaus), bezeichnet 1875 (Scheune)                                                              | alte Ortslage Gottscheina, Wohnhaus historisierende Putzfassade, Wirtschaftsbauten mit Klinkerfassaden, ein Seitengebäude Lehmbau, baugeschichtlich von Bedeutung | 09256007 |
| Direkt Bild zu diesem Denkmal hochladen | Seitengebäude eines ehemaligen Dreiseithofes | Am Ring 4 (Karte)                 | um 1870 (Seitengebäude)                                                                                      | alte Ortslage Gottscheina, Klinkerfassade, baugeschichtlich von Bedeutung | 09256008 |
| Weitere Bilder                          | Scheune, Seitengebäude (Auszugshaus), zwei weitere Seitengebäude und Hofpflasterung eines Bauernhofes sowie Grenzsteine im Hof                            | Am Ring 5 (Karte)                 | 1. Hälfte 19. Jh. (Auszugshaus)                                                                              | alte Ortslage Gottscheina, Seitengebäude eingeschossiger Lehmbau, baugeschichtlich von Bedeutung | 09256009 |
| Weitere Bilder                          | Wohnhaus, Auszugshaus, daran angebautes Seitengebäude, Hofpflasterung und Einfriedung mit Vorgarten eines Dreiseithofes                                   | Am Ring 6 (Karte)                 | 19. Jh. (Bauernhaus)                                                                                         | alte Ortslage Gottscheina, Wohnhaus eingeschossiger Lehmbau, Seitengebäude Obergeschoss mit Klinkerfassade, baugeschichtlich von Bedeutung | 09256010 |
| Weitere Bilder                          | Wohnhaus, daran angebautes Seitengebäude, Einfriedung mit Vorgarten, Toreinfahrt und Hofpflasterung eines ehemaligen Dreiseithofes                        | Am Ring 7 (Karte)                 | 2. Hälfte 18. Jh. (Bauernhaus), um 1885 (Seitengebäude)                                                      | alte Ortslage Gottscheina, Wohnhaus Obergeschoss Fachwerk, Seitengebäude mit Klinkerfassade, bildet einen Bauernhof mit Nummer 7a, baugeschichtlich von Bedeutung | 09255993 |
|                                         | Seitengebäude eines ehemaligen Dreiseithofes | Am Ring 7a (Karte)                | um 1880 (Seitengebäude)                                                                                      | alte Ortslage Gottscheina, bildet einen Bauernhof mit Nummer 7, zum Teil Klinkerfassade, baugeschichtlich von Bedeutung | 09255994 |
| Weitere Bilder                          | Kirche (mit Ausstattung) und Kirchhof mit Leichenhaus, verschiedenen Grabmalen, Einfriedungsmauer und Kirchhofstor                                        | Am Ring 8 (Karte)                 | 17. Jh. (Kirche), bezeichnet 1892 (Kirchturm), 19./20. Jh. (Grabmale)                                        | alte Ortslage Gottscheina, schlichte Saalkirche mit historistischem Westturm, baugeschichtlich und ortsgeschichtlich von Bedeutung | 09255992 |
| Direkt Bild zu diesem Denkmal hochladen | Wohnhaus, zwei Seitengebäude, Scheune und Toreinfahrt (mit Pforte) eines Bauernhofes                                                                      | Am Ring 9 (Karte)                 | vor 1858 (Bauernhaus), um 1880 (Seitengebäude), bezeichnet 1865 (Toreinfahrt)                                | alte Ortslage Gottscheina, Wohnhaus vermutlich Lehmbau, Scheune Klinkerfassade, baugeschichtlich von Bedeutung | 09256001 |
| Weitere Bilder                          | Wohnhaus, Seitengebäude (mit Anbau), Scheune (mit Anbau), Toreinfahrt (mit Pforte) und Einfriedung mit Vorgarten eines Bauernhofes                        | Am Ring 10 (Karte)                | 1768 (Bauernhaus), 1863 (Seitengebäude), 2. Hälfte 19. Jh. (Scheune)                                         | alte Ortslage Gottscheina, Wohnhaus zweigeschossiger Lehmwellerbau, Stallgebäude mit Kreuzgratgewölbe, baugeschichtlich von Bedeutung | 09255999 |
|                                         | Wohnhaus, drei Seitengebäude sowie Toranlage eines Vierseithofes                                                                                          | Am Ring 11 (Karte)                | 1. Hälfte 19. Jh. (Bauernhaus), um 1880, im Kern älter (Seitengebäude)                                       | alte Ortslage Gottscheina, Wohnhaus zweigeschossiger Lehmbau, Wirtschaftsbauten zum Teil in Klinker, zum Teil mit Fachwerk, baugeschichtlich von Bedeutung | 09256002 |
|                                         | Zwei Seitengebäude und Scheune eines Dreiseithofes | Am Ring 12 (Karte)                | um 1880 (Seitengebäude)                                                                                      | alte Ortslage Gottscheina, regionaltypische Klinkerbauten, baugeschichtlich von Bedeutung | 09256003 |
| Direkt Bild zu diesem Denkmal hochladen | Zwei Seitengebäude eines Bauernhofes | Am Ring 13 (Karte)                | um 1880 (Seitengebäude)                                                                                      | alte Ortslage Gottscheina, Putzfassade, baugeschichtlich von Bedeutung | 09256004 |
| Weitere Bilder                          | Wohnhaus, daran angebautes Seitengebäude, weiteres Seitengebäude, Toreinfahrt und Einfriedung mit Vorgarten eines Bauernhofes                             | Am Ring 15 (Karte)                | vor 1856 (Bauernhaus)                                                                                        | alte Ortslage Gottscheina, Wohnhaus mit verputztem Fachwerk-Obergeschoss, baugeschichtlich von Bedeutung | 09256005 |
| Weitere Bilder                          | Wohnhaus und seitliche Einfriedung | Am Ring 17 (Karte)                | um 1800 (Wohnhaus)                                                                                           | alte Ortslage Gottscheina, eingeschossiger Lehmbau, sozialgeschichtlich von Bedeutung | 09255996 |
|                                         | Ehemaliges Gasthaus (mit Anbau) | Am Ring 20 (Karte)                | um 1900 (Wohnhaus)                                                                                           | alte Ortslage Gottscheina, Putzfassade mit Mansarddach, ortsgeschichtlich von Bedeutung | 09255997 |
| Direkt Bild zu diesem Denkmal hochladen | Wohnhaus, ehemalige Schule (ohne Anbau) | Am Ring 20a (Karte)               | 1868 (Wohnhaus)                                                                                              | alte Ortslage Gottscheina, giebelständig zur Straße stehendes Gebäude, Putzfassade, ortsgeschichtlich von Bedeutung | 09256012 |
|                                         | Wohnhaus (ohne Anbau) | Am Ring 20b (Karte)               | 1887 (Armenhaus)                                                                                             | alte Ortslage Gottscheina, Putzfassade, wohl ehemaliges Armenhaus, sozialgeschichtlich von Bedeutung | 09255998 |
| Direkt Bild zu diesem Denkmal hochladen | Wohnhaus, Scheune und zwei aneinandergebaute Seitengebäude eines Bauernhofes                                                                              | An der Hauptstraße 1 (Karte)      | 19. Jh. (Bauernhaus)                                                                                         | alte Ortslage Hohenheida, zum Teil Lehmbauten, wohl ehemalige Schmiede des Ortes, baugeschichtlich von Bedeutung | 09256044 |
| Direkt Bild zu diesem Denkmal hochladen | Ehemaliges Wohnhaus, östlicher Stall, große Scheune sowie Hausbaum, rückwärtiger Garten, Pforte und historische Pflasterungen der Hohenheidaer Gutsanlage | An der Hauptstraße 3 (Karte)      | 2. Drittel 19. Jahrhundert (Bauernhaus); um 1880 (Scheune und östlicher giebelständiger Stall)               | Wegen seiner Lage an der östlichen Dorfeinfahrt auf dem Hohenheidaer Anger ortsgestaltende Funktion, bau- und ortsgeschichtliche sowie städtebauliche Bedeutung | 09307407 |
| Direkt Bild zu diesem Denkmal hochladen | Wohnhaus und Hofpflasterung eines Bauernhofes | An der Hauptstraße 4 (Karte)      | 1. Hälfte 19. Jh. (Bauernhaus)                                                                               | alte Ortslage Hohenheida, baugeschichtlicher und ortsentwicklungsgeschichtlicher Wert | 09256043 |
| Direkt Bild zu diesem Denkmal hochladen | Wohnhaus, zwei Seitengebäude und Scheune sowie Hofpflasterung eines Bauernhofes                                                                           | An der Hauptstraße 7 (Karte)      | 19. Jh. (Bauernhaus)                                                                                         | alte Ortslage Hohenheida, Wohnhaus Obergeschoss Fachwerk verputzt, Wirtschaftsgebäude mit Putzfassade, baugeschichtlich von Bedeutung | 09256041 |
| Direkt Bild zu diesem Denkmal hochladen | Wohnhaus, zwei Seitengebäude, Scheune, Toreinfahrt (mit Pforte) und Hofpflasterung sowie Vorgarten eines Vierseithofes                                    | An der Hauptstraße 8 (Karte)      | 2. Hälfte 19. Jh. (Bauernhaus), um 1890 (Seitengebäude)                                                      | alte Ortslage Hohenheida, Wohnhaus mit Putzfassade, Seitengebäude mit regionaltypischer Klinkerfassade, baugeschichtlich von Bedeutung | 09256092 |
| Direkt Bild zu diesem Denkmal hochladen | Wohnhaus (über winkelförmigem Grundriss), Seitengebäude, Toranlage, Hofpflasterung und Vorgarten eines Bauernhofes                                        | An der Hauptstraße 9a; 10 (Karte) | um 1900 (Bauernhaus)                                                                                         | alte Ortslage Hohenheida, Wohnhaus Putz-Klinker-Fassade mit Fachwerk, stilistisch zwischen Späthistorismus und Heimatstil, Seitengebäude einfacher Putzbau, baugeschichtlich von Bedeutung | 09256026 |
| Direkt Bild zu diesem Denkmal hochladen | Wohnhaus, Vorgarten und Toranlage | An der Hauptstraße 11 (Karte)     | 2. Hälfte 19. Jh. (Wohnhaus)                                                                                 | alte Ortslage Hohenheida, eingeschossiger Putzbau, sozialgeschichtlich von Bedeutung | 09256025 |
| Direkt Bild zu diesem Denkmal hochladen | Wohnhaus, daran angebautes Seitengebäude, weiteres Seitengebäude (mit winkligem Anbau), Vorgarten, Toranlage und Hofpflasterung eines Vierseithofes       | An der Hauptstraße 13 (Karte)     | bezeichnet 1884 (Bauernhaus), um 1885 (Seitengebäude)                                                        | alte Ortslage Hohenheida, Wohnhaus zeittypischer Klinkerbau mit Zwillingsfenster im Giebel, Wirtschaftsgebäude Putzbauten, baugeschichtlich von Bedeutung | 09256024 |
| Direkt Bild zu diesem Denkmal hochladen | Wohnhaus, Seitengebäude (mit winkligem Anbau), Scheune, Hofpflasterung und Vorgarten eines Bauernhofes                                                    | An der Hauptstraße 14 (Karte)     | um 1800 (Bauernhaus), Mitte 19. Jh. (Seitengebäude)                                                          | alte Ortslage Hohenheida, Wohnhaus zweigeschossiger Lehmbau mit Krüppelwalmdach, Wirtschaftsgebäude Putzbauten, baugeschichtlich von Bedeutung | 09256071 |
| Direkt Bild zu diesem Denkmal hochladen | Wohnhaus, Auszugshaus, Scheune, Vorgarten und Einfriedungsmauer eines Bauernhofes                                                                         | An der Hauptstraße 17 (Karte)     | 2. Hälfte 18. Jh. (Bauernhaus), um 1880 (Auszugshaus), um 1800 (Scheune)                                     | alte Ortslage Hohenheida, Wohnhaus Erdgeschoss Lehm und Obergeschoss Fachwerk, Seitengebäude (Auszugshaus) regionaltypischer Klinkerbau, Lehmscheune, Einfriedung als Lehmmauer, baugeschichtlich von Bedeutung | 09256022 |
| Direkt Bild zu diesem Denkmal hochladen | Wohnhaus, daran angebautes Seitengebäude, Toranlage und Einfriedungsmauer sowie Vorgarten eines Bauernhofes                                               | An der Hauptstraße 19 (Karte)     | 2. Hälfte 18. Jh. (Bauernhaus)                                                                               | alte Ortslage Hohenheida, Wohnhaus zweigeschossiger Lehmbau, Seitengebäude mit Klinkerfassade, Einfriedung als Lehmmauer, baugeschichtlich von Bedeutung | 09256020 |
| Direkt Bild zu diesem Denkmal hochladen | Seitengebäude eines Dreiseithofes | An der Hauptstraße 24 (Karte)     | 1. Hälfte 19. Jh. (Seitengebäude)                                                                            | alte Ortslage Hohenheida, giebelständig zur Straße stehender Lehmbau verputzt, baugeschichtlich von Bedeutung | 09256018 |
| Direkt Bild zu diesem Denkmal hochladen | Wohnhaus, Seitengebäude, Toreinfahrt und Einfriedung eines Zweiseithofes                                                                                  | An der Hauptstraße 41 (Karte)     | 1. Hälfte 19. Jh. (Bauernhaus), um 1870 (Seitengebäude)                                                      | alte Ortslage Hohenheida, Wohnhaus Putzbau mit Krüppelwalmdach, baugeschichtlich von Bedeutung | 09256015 |
| Weitere Bilder                          | Bockwindmühle | Göbschelwitzer Straße 57 (Karte)  | 19. Jh. (Mühle)                                                                                              | alte Ortslage Göbschelwitz, technikgeschichtliches Denkmal | 09256055 |
|                                         | Wohnhaus und zwei aneinandergebaute Seitengebäude eines Bauernhofes                                                                                       | Göbschelwitzer Straße 72 (Karte)  | bezeichnet 1899 (Bauernhaus), vor 1876 (Seitengebäude)                                                       | alte Ortslage Göbschelwitz, Putzfassaden, baugeschichtlich von Bedeutung | 09256095 |
| Direkt Bild zu diesem Denkmal hochladen | Ehemalige Schule, heute Wohnhaus, mit Nebengebäude, Garten und Einfriedung                                                                                | Göbschelwitzer Straße 73 (Karte)  | 1913–1914 (Schule)                                                                                           | alte Ortslage Göbschelwitz, Putzfassade, mit aufwändig gestaltetem Portal, Reformstil-Architektur, sozialgeschichtlich von Bedeutung, Erinnerungswert, Bedeutung für die Ortsgeschichte | 09256054 |
| Weitere Bilder                          | Kirche (mit Ausstattung), Kirchhof mit Einfriedungsmauer und Denkmal für die Gefallenen des 1. Weltkrieges                                                | Göbschelwitzer Straße 75 (Karte)  | vor 1500, später überformt (Kirche), nach 1918 (Gefallenendenkmal)                                           | alte Ortslage Göbschelwitz, einfache Saalkirche mit Ostturm, im Kern mittelalterlich, baugeschichtlich und ortsgeschichtlich von Bedeutung | 09256059 |
|                                         | Wohnhaus, Scheune, Seitengebäude, Hofpflasterung, Vorgarten und Einfriedung mit Toranlage (Pforte) eines Bauernhofes                                      | Göbschelwitzer Straße 81 (Karte)  | bezeichnet 1866 (Bauernhaus), 19. Jh. (Seitengebäude)                                                        | alte Ortslage Göbschelwitz, zeittypische Putzbauten, baugeschichtlich von Bedeutung | 09256056 |
| Direkt Bild zu diesem Denkmal hochladen | Ehemaliges Gemeindeamt, heute Wohnhaus, mit seitlicher Einfriedung                                                                                        | Gutsweg 1 (Karte)                 | 1. Hälfte 19. Jh. (Gemeindeamt)                                                                              | alte Ortslage Göbschelwitz, Putzbau mit Krüppelwalmdach, ortsgeschichtlich von Bedeutung | 09256052 |
| Direkt Bild zu diesem Denkmal hochladen | Wohnhaus | Gutsweg 3 (Karte)                 | um 1880 (Wohnhaus)                                                                                           | alte Ortslage Göbschelwitz, Putzfassade, baugeschichtlich von Bedeutung | 09256051 |
| Direkt Bild zu diesem Denkmal hochladen | Wohnhaus, Scheune und zwei Seitengebäude sowie Hofpflasterung, Miststatt und Toranlage eines Bauernhofes                                                  | Hinter der Kirche 2 (Karte)       | 1. Hälfte 19. Jh. (Bauernhaus), um 1880/1890 (Seitengebäude), 1898 (Scheune)                                 | Putzbauten, zum Teil Klinkerfassade, baugeschichtlich von Bedeutung | 09256069 |
| Direkt Bild zu diesem Denkmal hochladen | Wohnhaus | Hinter der Kirche 4 (Karte)       | bezeichnet 1906 (Wohnhaus)                                                                                   | Putzfassade, baugeschichtlich von Bedeutung | 09256070 |
| Direkt Bild zu diesem Denkmal hochladen | Wohnhaus und Toranlage | Hinter der Kirche 8 (Karte)       | um 1870 (Wohnhaus)                                                                                           | eingeschossiger Putzbau, sozialgeschichtlich von Bedeutung | 09256072 |
| Direkt Bild zu diesem Denkmal hochladen | Triangulationssäule | Regensburger Straße (Karte)       | bezeichnet 1865 (Triangulationssäule)                                                                        | Station 2. Ordnung, bedeutendes Zeugnis der Geodäsie des 19. Jahrhunderts, vermessungsgeschichtlich von Bedeutung Denkmaltext Die Station steht an einem Feldrain, gut geschützt durch eine Gebüschreihe und ist nur mit etwas Mühe – ohne einen direkten Weg – zugänglich. Die Göbschelwitzer Windmühle und die Leipzig-Dübener Strasse waren schon Ende der 1860er Jahre markante Beschreibungen für den Standort der Säule. Die Allgemeine Konferenz der Mitteleuropäischen Gradmessung 1864 in Berlin fasste den Beschluss, in der Umgebung von Sternwarten weitere astronomische Bestimmungen auszuführen, um die wahre Form der Erdoberfläche in diesen Gebieten genauer untersuchen zu können. Die sächsischen Gradmessungscommissare wählten dafür das Gebiet um die Sternwarte Leipzig aus. Damit sind die Station Markstein und die weiteren “Leipziger Punkte” 110-Schwarzeberg, 112-Wachberg, 113-Grenzhübel und Wachauer Denkstein, ab 1876 Station 114-Wachau, die einzigen Punkte der Königlich Sächsischen Triangulirung, auf denen auch astronomische Bestimmungen erfolgten. Diese führte 1868 Helmert aus, als er in Leipzig bei Bruhns arbeitete und promovierte. Deren Aufbau wurde durch ein Baurecht möglich, das die Grundbesitzer J. K. A. Rohr in Seehausen und C. G. Thieme in Göbschelwitz gemeinsam erteilten. Der Pfeiler auf quadratischem Grundriss weist die Inschrift „Station/MARKSTEIN/der/Kön. Sächs./Triangulirung/1865“ auf, wobei das Kürzel „Kön“ zu unbekannter Zeit erneuert wurde. Vor dem Jahr 2000 war die Säule umgestürzt. Es ist zu vermuten, dass im Zuge der Wiederaufrichtung das Kürzel „Kön“ erneuert wurde. Im Zeitraum 1862 bis 1890 erfolgte im Königreich Sachsen eine Landesvermessung, bei der zwei Dreiecksnetze gebildet wurden. Zum einen handelt es sich um das Netz für die Gradmessung im Königreich Sachsen (Netz I. Classe/Ordnung) mit 36 Punkten und die Königlich Sächsische Triangulierung (Netz II. Classe/Ordnung) mit 122 Punkten. Geleitet wurde diese Landesvermessung durch Christian August Nagel, wonach die Triangulationssäulen auch als „Nagelsche Säulen“ bezeichnet werden. Dieses Vermessungssystem war eines der modernsten Lagenetze in Deutschland. Die hierfür gesetzten Vermessungssäulen blieben fast vollständig an ihren ursprünglichen Standorten erhalten. Sie sind ein eindrucksvolles Zeugnis der Geschichte der Landesvermessung in Deutschland sowie in Sachsen. Das System der Vermessungssäulen beider Ordnungen ist in seiner Gesamtheit ein Kulturdenkmal von überregionaler Bedeutung. LfD/2014 | 09305043 |
|                                         | Wohnhaus, Seitengebäude, Scheune und Hofpflasterung eines Vierseithofes                                                                                   | Schulgasse 7 (Karte)              | 1. Hälfte 19. Jh. (Bauernhaus), um 1890 (Scheune)                                                            | alte Ortslage Göbschelwitz, Wohnhaus zweigeschossiger Lehmbau mit Krüppelwalmdach, Wirtschaftsgebäude mit Klinkerfassade, Einfriedung als Lehmmauer, baugeschichtlich von Bedeutung | 09256060 |
| Direkt Bild zu diesem Denkmal hochladen | Seitengebäude des Bauernhofes Schulgasse 11, erfasst zeitweise unter Göbschelwitzer Straße 77                                                             | Schulgasse 8; 10 (Karte)          | um 1880 (Seitengebäude)                                                                                      | ehemals Gut Hofweißig, wirkungsvoller Wirtschaftsbau im Ortszentrum in unmittelbarer Nähe zur Kirche, Dokument bäuerlicher Lebensweise, baugeschichtlich von Bedeutung | 09306636 |
| Direkt Bild zu diesem Denkmal hochladen | Denkmal für die Gefallenen des 1. Weltkrieges | Seehausener Allee - (Karte)       | nach 1918 (Gefallenendenkmal)                                                                                | ortsgeschichtlich von Bedeutung, Granitstein mit Inschrifttafel und Plastik | 09299642 |
|                                         | Ehemalige Schule, später Gemeindeamt, mit Vorgarten und rückwärtiges Nebengebäude                                                                         | Seehausener Allee 15 (Karte)      | 1905 (Schule)                                                                                                | rote Klinkerfassade mit Putzornamentik, ortsgeschichtlich von Bedeutung | 09256080 |
| Direkt Bild zu diesem Denkmal hochladen | Seitengebäude, Toranlage und Hofpflasterung eines Bauernhofes                                                                                             | Seehausener Allee 25 (Karte)      | Ende 19. Jh. (Seitengebäude)                                                                                 | Putzfassade, baugeschichtlich von Bedeutung | 09256079 |
| Weitere Bilder                          | Kirche (mit Ausstattung), Kirchhof mit Grabstein und Einfriedungsmauer                                                                                    | Seehausener Allee 33 (Karte)      | vor 1500 (Kirche)                                                                                            | Chorturmkirche im Kern mittelalterlich, barock überformt, die Kirche zu Leipzig-Seehausen ist ein monumentales Zeugnis der Kirchengeschichte im Umfeld der Stadt, baugeschichtlich und ortsgeschichtlich von Bedeutung | 09256077 |
| Direkt Bild zu diesem Denkmal hochladen | Wohnhaus, daran angebautes Seitengebäude und Scheune eines Bauernhofes                                                                                    | Seehausener Allee 43 (Karte)      | um 1890 (Bauernhaus), 1. Hälfte 19. Jh. (Scheune)                                                            | Wohnhaus Putzfassade, Lehmscheune, baugeschichtlich von Bedeutung | 09256068 |
| Direkt Bild zu diesem Denkmal hochladen | Wohnhaus eines Bauernhofes, mit Vorgarten und Toranlage                                                                                                   | Seehausener Allee 46 (Karte)      | bezeichnet 1891 (Bauernhaus)                                                                                 | historisierende Putzfassade mit Stuck-Sandstein-Gliederung, baugeschichtlich von Bedeutung | 09256085 |
|                                         | Zwei Scheunen, zwei Stallgebäude und ehemalige Brennerei eines Stiftsgutes sowie Pflasterung                                                              | Seehausener Allee 62 (Karte)      | um 1900 (Scheune), um 1890 (Scheune), um 1890 (Schweinestall), um 1900 (Kuhstall), um 1890 (ehem. Brennerei) | ursprünglich im Besitz des Leipziger Johannis-Hospital, ortshistorisch und baugeschichtlich von Bedeutung | 09256091 |
| Direkt Bild zu diesem Denkmal hochladen | Wohnhaus und zwei aneinandergebaute Seitengebäude sowie Pflasterung der Hofzufahrt eines Bauernhofes                                                      | Seehausener Allee 68 (Karte)      | um 1800 (Bauernhaus), um 1880 (Seitengebäude), um 1880 (Pflaster)                                            | Wohnhaus zweigeschossiger Putzbau (vermutlich Fachwerk-Obergeschoss), baugeschichtlich von Bedeutung | 09256088 |
| Direkt Bild zu diesem Denkmal hochladen | Wohnhaus (Nr. 8), Auszugshaus (Nr. 10), daran angebaute Seitengebäude und Hofpflasterung eines Bauernhofes                                                | Teichweg 8; 10 (Karte)            | um 1800 (Bauernhaus), um 1890 (Auszugshaus)                                                                  | alte Ortslage Göbschelwitz, Auszugshaus Klinkerfassade mit aufwendiger Gliederung, Wohnhaus Putzbau mit Krüppelwalmdach, baugeschichtlich von Bedeutung | 09256053 |
|                                         | Wohnhaus, Seitengebäude und Hofpflaster eines Bauernhofes                                                                                                 | Teichweg 14 (Karte)               | 1. Hälfte 19. Jh. (Bauernhaus)                                                                               | alte Ortslage Göbschelwitz, Wohnhaus Putzfassade, baugeschichtlich von Bedeutung | 09256057 |
| Direkt Bild zu diesem Denkmal hochladen | Auszugshaus und Einfriedungsmauer eines Bauernhofes | Teichweg 16 (Karte)               | 1. Hälfte 19. Jh. (Auszugshaus)                                                                              | alte Ortslage Göbschelwitz, Putzfassade, Einfriedung als Lehmmauer, baugeschichtlich von Bedeutung | 09256050 |
| Direkt Bild zu diesem Denkmal hochladen | Wohnhaus, drei Seitengebäude, Scheune sowie Torbogen mit Pforte eines Vierseithofes                                                                       | Teichweg 18 (Karte)               | um 1890 (Bauernhaus)                                                                                         | alte Ortslage Göbschelwitz, zeittypische Putzbauten, baugeschichtlich von Bedeutung | 09256094 |

## Ehemalige Kulturdenkmale
| Bild                                    | Bezeichnung | Lage                         | Datierung         | Beschreibung                                                                                 | ID       |
| --------------------------------------- | ----------- | ---------------------------- | ----------------- | -------------------------------------------------------------------------------------------- | -------- |
| Direkt Bild zu diesem Denkmal hochladen | Vierseithof | An der Hauptstraße 6 (Karte) | um 1800 (Scheune) | Zwei Scheunen, Stall und Nebengebäude sowie Hofpflasterung und Vorgarten eines Vierseithofes | 09256042 |